# Vydūnas
Vydūnas, pseudonimo di Vilius Storosta (Jonaičiai, 22 marzo 1868 – Detmold, 20 febbraio 1953), è stato un filosofo lituano.

## Biografia
Dopo gli studi alla scuola per insegnanti di Ragainė, Vydūnas insegnò inglese e francese a Tilsit, oggi Sovetsk (Oblast' di Kaliningrad), fino al 1912. Compì gli studi universitari a Lipsia e a Berlino, durante i quali apprese il sanscrito e si appassionò alla filosofia indiana.
Nel periodo interbellico si distinse come la più nota figura lituana della Prussia Orientale. Insegnò la sua lingua madre all'Università di Berlino e promosse la musica e la tradizione teatrale lituana, opponendosi alla germanizzazione della Prussia Orientale, laddove vivevano cospicue comunità di lituani. Le sue attività non furono tollerate dalla Germania nazista, che nel 1935 represse ogni organizzazione culturale lituana promossa da Vydūnas e che arrestò il filosofo stesso nel 1938. Un ruolo decisivo nell'inizio di questa repressione lo svolse la pubblicazione nel 1932 del saggio di Vydūnas intitolato Sieben hundert Jahre deutschlitauischer Beziehungen ("700 anni di relazioni tedesco-lituane").
Dopo essere stato rilasciato nel 1940, Vydūnas scrisse grandi opere filosofiche come Žmonijos sąmoningumas jos tikybiniuose padavimuose, šventraščiuose ir šventuose žymženkliuose e Svarstymai apie sąmonės slėpiningumą (pubblicate in tedesco, nessuna delle due è sopravvissuta), e produsse diverse opere e articoli per la stampa lituana. Nel 1944 fu evacuato insieme ad altri abitanti di Tilžė in Germania, dove continuò la sua attività di promotore culturale dei profughi lituani provenienti dalla Prussia Orientale.
Vydūnas morì nella Germania Ovest nel 1953.

## Il pensiero e l'opera
Le opere di Vydūnas sono intrise di filosofie religiose orientali, come il panteismo e la reincarnazione, e di elementi pagani risalenti alla Lituania medievale. Viene universalmente ricordato come il principale proponente di una sintesi tra il misticismo orientale e la tradizione prescristiana lituana.
Il patrimonio letterario di Vydūnas è costituito da oltre 60 libri. Si contano opere teatrali di vario genere, libretti, racconti, trattati di filosofia e storico-filosofici, raccolte di poesie, libri di testo in lingua lituana, un dizionario lituano-tedesco, uno studio su Kristijonas Donelaitis e memorie personali. Le pubblicazioni su periodici costituiscono gran parte dell'opera magna. Durante la seconda guerra mondiale si persero alcune opere filosofiche e i manoscritti di 11 opere teatrali. Le sue opere furono tradotte in polacco, russo e francese.

## Opere parziali

### Opere filosofiche
- Slėpiningoji žmogaus didybė ("La segreta grandezza dell'uomo", 1907)
- Žmonijos kelias ("Il sentiero dell'umanità", 1909)
- Mūsu̧ uždavinys ("Il nostro compito", 1920)
- Samonė ("Coscienza", 1936)

### Opere drammaturgiche
- Prabočiu̧ šešėliai ("Le ombre degli antenati", 1908)
- Pasaulio gaisras ("L'incendio del mondo", 1928)